# Carol Laderman
Carol Laderman (* 25. Oktober 1932 in New York City; † 6. Juli 2010) war eine Medizinanthropologin, die sich auf Schwangerschafts- und Geburtspraktiken, Schamanismus und die Kulturen Südostasiens spezialisiert hatte. Sie war Professorin und Leiterin des Fachbereichs Anthropologie des City College of New York.

## Leben
Laderman wurde in Brooklyns Stadtviertel Crown Heights als Tochter von Philip Ciavati und dessen Ehefrau Sylvia geboren. Ihre Schwester ist die Malerin und Professorin Irma Cavat. Laderman galt als musikalisch begabt und begann ein Musikstudium. Sie lernte Klavier bei Irma Wolpe und Musiktheorie und Kontrapunktlehre bei Stefan Wolpe. Über Wolpe lernte Laderman den Komponisten Ezra Laderman und dessen Bruder Gabriel kennen. Im Alter von 20 Jahren heiratete sie Gabriel Laderman. Als dieser zur US Army eingezogen wurde, unterbrach Carol ihre Ausbildung zur Musikerin am Brooklyn College und zog zu ihrem Mann in die Nähe von Fort Leonard Wood.
1969 entschloss sich Laderman zu einer Fortsetzung ihres Studiums am Hunter College und schrieb sich erneut in Musik ein. Zur Erfüllung der Studienvorgaben besuchte sie einen Anthropologiekurs bei Rena Gropper und war so begeistert, dass sie im Hauptfach auf Anthropologie wechselte. Noch während des Bachelor-Studiums begann sie unter Federführung des Mount Sinai Hospital mit einer Forschungsarbeit, die untersuchte, welche Einstellung junge Latina-Mütter in Spanish Harlem und der South Bronx zum Gesundheitssystem hatten. Dabei lernte sie die Humoralpathologie kennen, die sich später als wichtig für ihre Forschungsarbeit in Malaysia erweisen sollte.
Laderman schloss das Hunter College 1972 erfolgreich ab und erhielt kurze Zeit später das Stipendium der Danforth Foundation, das es ihr erlaubte, ein Master-Studium an der Columbia University zu beginnen. Während ihrer Zeit an der Columbia University schrieb sie „Malaria and progress: Some historical and ecological considerations“.
1975 ging Laderman mit ihrem Mann und dem jüngeren Sohn nach Malaysia, wo sie im Küstendorf Merchang im Bundesstaat Terengganu zwei Jahre lang für ihre Doktorarbeit forschen wollte. Sie ging dort bei einem schamanistischen Bomoh und einer traditionellen Dorfhebamme in die Lehre. Ihre Dissertation trug den Titel: Conceptions and Preconceptions: Childbirth and Nutrition in Rural Malaysia. In der Folge erschien außerdem das Buch Wives and Midwives: Childbirth and Nutrition in Rural Malaysia, das viele Vermutungen zur Kultur der Malaien korrigierte. So konnte Laderman anhand von Analysen und Bluttests nachweisen, dass die traditionellen Diäten der malaysischen Frauen während der Schwangerschaft und bis zu 40 Tage nach der Geburt keine Fehlernährung verursachten, wie man zunächst vermutet hatte.
Das folgende Buch Taming the Wind of Desire: Psychology, Medicine and Aesthetics in Malay Shamanistic Performance enthielt erstmals eine vollständige Übersetzung der Heilungszeremonien des Main Peteri:113–216 und führte den Nachweis einer nichtwestlichen Form einer nicht-projektiven Psychotherapie.:85 Das Buch liefert Erklärungen zu malaysischen Persönlichkeitstypen, die „angin“ (=„Winde“) genannt werden,:64–85 und die Laderman mit den Archetypen bei C. G. Jung verglich.:76–81 In einer Monografie des Federation Museums Journal of Malaysia veröffentlichte Laderman die Texte umfassend.
Laderman kam 1982 und 2003 für umfassende Forschungsreisen nach Malaysia zurück.
Laderman war wissenschaftliche Mitarbeiterin am Hunter College (1978–1980), am Brooklyn College (1979/80) und an der Yale University (1980–1982). Von 1982 bis 1990 war sie außerordentliche Professorin an der Fordham University und von 1990 bis 2010 ordentliche Professorin am City College of New York. Sie war außerdem als Stipendiatin der Rockefeller Foundation in Bellagio:xvi und Stipendiatin der John Simon Guggenheim Memorial Foundation. Ihr Nachlass befindet sich im Archiv der Smithsonian Institution.

## Schriften
- Malaria and progress: Some historical and ecological considerations. In: Social Science & Medicine, Vol. 9, Nr. 11–12, November–Dezember 1975, S. 587–594
- Conceptions and Preconceptions: Childbirth and Nutrition in Rural Malaysia. Dissertation, Department of Anthropology, Columbia University, 1979
- Wives and Midwives: Childbirth and Nutrition in Rural Malaysia. University of California Press, Los Angeles 1982
- Main Peteri: Malay Shamanism. Federation Museums Journal Monograph, Kuala Lumpur 1991
- Taming the Wind of Desire. Psychology, Medicine, and Aesthetics in Malay Shamanistic Performance. University of California Press, 1993